# Daniela Nuțu-Gajić
Daniela Nuțu-Gajić (* 8. Juni 1957 als Daniela Silvia Nuțu in Timișoara) ist eine rumänisch-australische Schachspielerin und Schachtrainerin. Die australische und dreimalige rumänische Landesmeisterin vertrat Rumänien unter anderem bei sieben Schacholympiaden. 1986 wurde ihr von der FIDE der Titel Großmeister der Frauen (WGM) verliehen.

## Schachkarriere

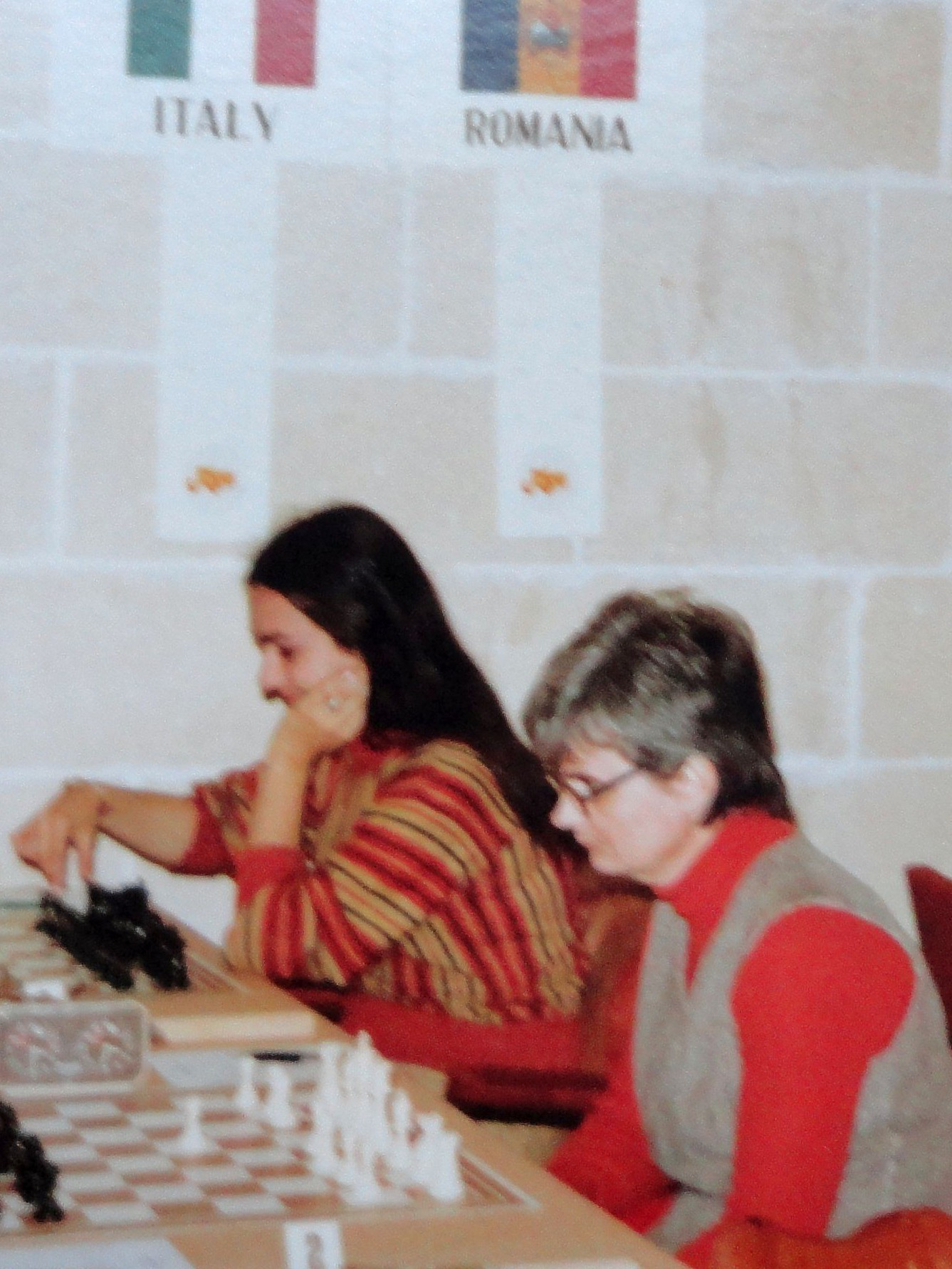
Daniela Nuțu und Gertrude Baumstark, 1980 bei der Schacholympiade in Valletta

Nuțu-Gajić gewann 1978 erstmals die rumänische Meisterschaft der Damen. Diesen Erfolg wiederholte sie 1979 und 1980. 1983 wurde sie Zweite, 1984 und 1985 kam sie jeweils auf den dritten Platz der Landesmeisterschaft. Ihr damaliges Heimatland Rumänien vertrat sie zwischen 1978 und 1994 bei insgesamt sieben Schacholympiaden.
Bei der 24. Schacholympiade in Valletta 1980 holte sie 7,5 Punkte aus 10 Partien, und gewann damit die Goldmedaille an Brett 3. Bei der 25. Schacholympiade 1982 in Luzern holte sie sogar 11 Punkte aus 12 Partien, gewann die individuelle Goldmedaille an Brett 3 mit ihrem Team die Silbermedaille. Sie trug auch zum Gewinn der Bronzemedaillen Rumäniens bei den Schacholympiaden in Thessaloniki 1984 und Dubai 1986 bei. Bei der Schacholympiade in Manila 1992 gelang ihr ein Sieg gegen die ehemalige Schachweltmeisterin Nona Gaprindaschwili.
Ferner vertrat Nuțu-Gajić Rumänien 1979, 1985 und 1992 bei drei Balkan-Schachmeisterschaften der Frauen. Dabei gewann sie mit ihrer Mannschaft 1985 die Gold- sowie 1979 und 1992 jeweils die Silbermedaille. Zudem erzielte sie 1985 und 1992 an ihrem Brett jeweils das zweitbeste Ergebnis.
Vor allem von den späten 1970er bis etwa Mitte der 1990er Jahre nahm sie an vielen internationalen Schachturnieren teil und errang dabei (teils geteilte) erste Plätze unter anderem in den Turnieren von Plowdiw 1979, Bad Kissingen 1981, Băile Herculane 1982 und 1986 sowie Athen 1983.
Sie unternahm eine Reihe von Versuchen die Schachweltmeisterschaft der Frauen zu erlangen, nahm an mehreren Zonenturnieren teil und qualifizierte sich dabei für zwei Interzonenturniere. Beim Interzonenturnier der Frauen 1985/86 in Havanna belegte sie mit 8,5 Punkten aus 13 Partien den geteilten dritten Platz mit Pia Cramling und Nana Iosseliani, scheiterte jedoch in den Stichkämpfen, die Cramling gewann, am Einzug ins Kandidatenturnier. Sie erzielte 7/13 Punkte beim Interzonenturnier in Subotica 1991. 1991 belegte sie den zweiten Platz hinter Ildikó Mádl, im Zonenturnier in Hajdúszoboszló, erreichte den geteilten dritten Platz in Timișoara 1993 und nahm am Turnier in Nadole 1995 teil.
Mit einem Ergebnis von 10,5 Punkten aus 15 Partien gewann Nuțu-Gajić 1989 die 42. jugoslawische Damenmeisterschaft.
Nuțu-Gajić errang 1978 den Titel Internationaler Meister der Frauen (WIM), 1986 den Großmeistertitel der Frauen (WGM). 2007 erlangte sie den Titel FIDE-Trainerin.
Nachdem sie nach Australien auswanderte, beeinflusste sie sehr stark das australische Damenschach. 1995 gewann sie sowohl die Australische Meisterschaft der Frauen als auch die offene südaustralische Schachmeisterschaft, 1995 siegte sie bei der Frauenmeisterschaft in Queensland
Nuțu-Gajić war bis 2017 die einzige australische Frauengroßmeisterin und ist mit einer Elo-Zahl von 2350 die am höchsten bewertete Schachspielerin Australiens, wobei sie allerdings seit 1998 an keinem durch die FIDE ausgewerteten Turnier teilgenommen hat. Sie lebt mittlerweile in Adelaide und ist als Junioren-Schachtrainerin aktiv.

## Privatleben
Nuțu-Gajić studierte an der Polytechnischen Universität Temeswar und schloss mit dem Bachelor in Informationstechnik und Mathematik ab. Beruflich arbeitet sie im informationstechnischen Bereich.